# Sinomphisa plagialis
Sinomphisa plagialis là một loài bướm đêm trong họ Crambidae.